# Muni He
Muni «Lily» He (Chengdu, China; 17 de junio de 1999) es una golfista profesional china que vive en Estados Unidos compitiendo en el LPGA Tour.

## Educación
Nació en Chengdu, Sichuan, China. Su padre, un hotelero y propietario de restaurantes, le introdujo al golf a una edad joven comenzando a competir a los 5 años de edad. Su familia emigró a Vancouver y más tarde a San Diego. Estudió en Torrey Pines High School en San Diego. En los Estados Unidos, comenzó a competir de forma más frecuente en campeonatos junior de San Diego y el sur de California, además de eventos de la U.S. Kids' Golf and American Junior Golf Association. Antes convertirse en profesional, cursó un año en la Universidad del Sur de California, en un grado de comunicaciones.

## Carrera
Como amateur, ganó el Polo Junior Clásico de 2015 y la Minnesota Invitational en 2017. Participó en cuatro rondas del Tour LPGA pasando el corte para el Abierto de los Estados Unidos Femenino de 2015 empatando en la posición 53.º. Tras volverse profesional en diciembre de 2017 ganó su primer Symetra Tour en julio de 2018 en el Prasco Charity Championship en Maineville, Ohio. En noviembre de 2019, ganó LPGA Q-Series de ocho rondas para asegurar su afiliación de 2020 al Tour LPGA. Ha acuerdos de publicidad con Nike y WeChat.

## Vida personal
Actualmente se encuentra en una relación con el piloto británico-tailandés de Fórmula 1, Alex Albon.

## Victorias como amateur
- 2012 Randy Wise Junior Open
- 2013 PING Phoenix Junior at ASU Karsten
- 2015 Polo Golf Junior Classic
- 2017 Minnesota Invitational

Fuente:

## Victorias profesionales

### Symetra Tour
| Núm. | Fecha             | Torneo                       | Puntuación ganadora | A par | Margen de victoria | Subcampeón   | La participación del ganador ($) |
| ---- | ----------------- | ---------------------------- | ------------------- | ----- | ------------------ | ------------ | -------------------------------- |
| 1    | 1 de julio de2018 | Prasco Campeonato de caridad | 65 - 69 - 67 = 201  | 15    | 4 golpes           | Becca Huffer | 15,000                           |

## Resultados en campeonatos importantes
| Torneo                                 | 2015 | 2016 | 2017 | 2018 | 2019 | 2020 | 2021  |
| -------------------------------------- | ---- | ---- | ---- | ---- | ---- | ---- | ----- |
| ANA Inspiration                        |      |      |      |      |      |      |       |
| Abierto de los Estados Unidos Femenino | T53  |      |      |      |      |      | T57   |
| Campeonato de la LPGA                  |      |      |      |      |      |      | CORTE |
| Campeonato Evian                       |      |      |      |      |      | NT   | T38   |
| Abierto Británico Femenino de Golf     |      |      |      |      |      |      | CORTE |

 
NT = Ningún torneo
"T" = empate

### Resumen
| Torneo                                 | Victorias | 2.º | 3.º | Top-5 | Top-10 | Top-25 | Acontecimientos | Cortes |
| -------------------------------------- | --------- | --- | --- | ----- | ------ | ------ | --------------- | ------ |
| ANA Inspiration                        | 0         | 0   | 0   | 0     | 0      | 0      | 0               | 0      |
| Abierto de los Estados Unidos Femenino | 0         | 0   | 0   | 0     | 0      | 0      | 2               | 2      |
| Campeonato de la LPGA                  | 0         | 0   | 0   | 0     | 0      | 0      | 1               | 0      |
| Campeonato Evian                       | 0         | 0   | 0   | 0     | 0      | 0      | 1               | 1      |
| Abierto Británico Femenino de Golf     | 0         | 0   | 0   | 0     | 0      | 0      | 1               | 0      |
| Totales                                | 0         | 0   | 0   | 0     | 0      | 0      | 5               | 3      |

## LPGA Tour
| Año  | Torneos | Cortes | Victorias | 2.º | 3.º | Top 10 | Mejor posición | Ingresos($) | Rango de lista del dinero | Puntuación media | Puntos |
| ---- | ------- | ------ | --------- | --- | --- | ------ | -------------- | ----------- | ------------------------- | ---------------- | ------ |
| 2019 | 19      | 9      | 0         | 0   | 0   | 0      | T26            | 33,315      | 141                       | 72.69            | 132    |
| 2020 | 7       | 1      | 0         | 0   | 0   | 0      | T63            | 4,062       | 169                       | 73.56            | 119    |